# Chanhsouk Bounpachit
Chanhsouk Bounpachit là một chính trị gia người Lào. Ông là đảng viên Đảng Nhân dân Cách mạng Lào. Ông là đại biểu Quốc hội Lào cho tỉnh Bokeo (Khu vực 5).